# غوشناطية إكمانية
غوشناطية إكمانية (الاسم العلمي:Gochnatia ekmanii) هي نوع من النباتات تتبع جنس الغوشناطية من الفصيلة النجمية.